# Tamara Press
Tamara Natanovna Press, née le 10 mai 1937 à Kharkov et morte le 26 avril 2021,, est une athlète soviétique qui pratiquait le lancer du disque et du poids. Avec sa jeune sœur Irina, elle formait le duo des sœurs Press qui a gagné presque tout ce qui pouvait être gagné.
Aux Jeux olympiques d'été de 1960 à Rome, Tamara remporta l'or au lancer du poids et l'argent au lancer du disque. Quatre ans plus tard, elle remporta l'or dans les deux disciplines. Au lancer du poids et du disque, elle établit six records du monde.
Elle eut aussi du succès au niveau européen. Aux championnats d'Europe d'athlétisme de 1958 de Stockholm, elle termina troisième au lancer du poids mais obtint l'or aux lancers du disque et du poids quatre plus tard à Belgrade.

## Controverse concernant les Sœurs Press
Les deux sœurs sont la source d'une controverse quant à leur genre sexuel, dans le contexte de ce qu'elles représentaient pour l'URSS.

## Après le sport
Après que la fédération soviétique eut retiré leurs candidatures des championnats d'Europe de 1966 car un test y était introduit pour la première fois, toutes deux commencèrent une nouvelle carrière professionnelle. Tamara devint ingénieure civile et écrivit plusieurs livres sur le sujet ainsi que sur le sport. Aujourd'hui, elles occupent des fonctions honorifiques au bureau des sports russes.

## Palmarès

### Jeux olympiques d'été
- Jeux olympiques d'été de 1960 à Rome ( Italie)
  -  Médaille d'argent au lancer du disque
  -  Médaille d'or au lancer du poids
- Jeux olympiques d'été de 1964 à Tokyo ( Japon)
  -  Médaille d'or au lancer du disque
  -  Médaille d'or au lancer du poids

### Championnats d'Europe d'athlétisme
- Championnats d'Europe d'athlétisme de 1958 à Stockholm ( Suède)
  -  Médaille d'or au lancer du disque
  -  Médaille de bronze au lancer du poids
- Championnats d'Europe d'athlétisme de 1962 à Belgrade ( Yougoslavie)
  -  Médaille d'or au lancer du disque
  -  Médaille d'or au lancer du poids
- Championnats d'Europe d'athlétisme de 1966 à Budapest ( Hongrie)
  - retirée des épreuves

### Jeux européens en salle
- Jeux européens en salle de 1966 à Dortmund ( Allemagne de l'Ouest)
  -  Médaille d'argent au lancer du poids